# 튜더 시티

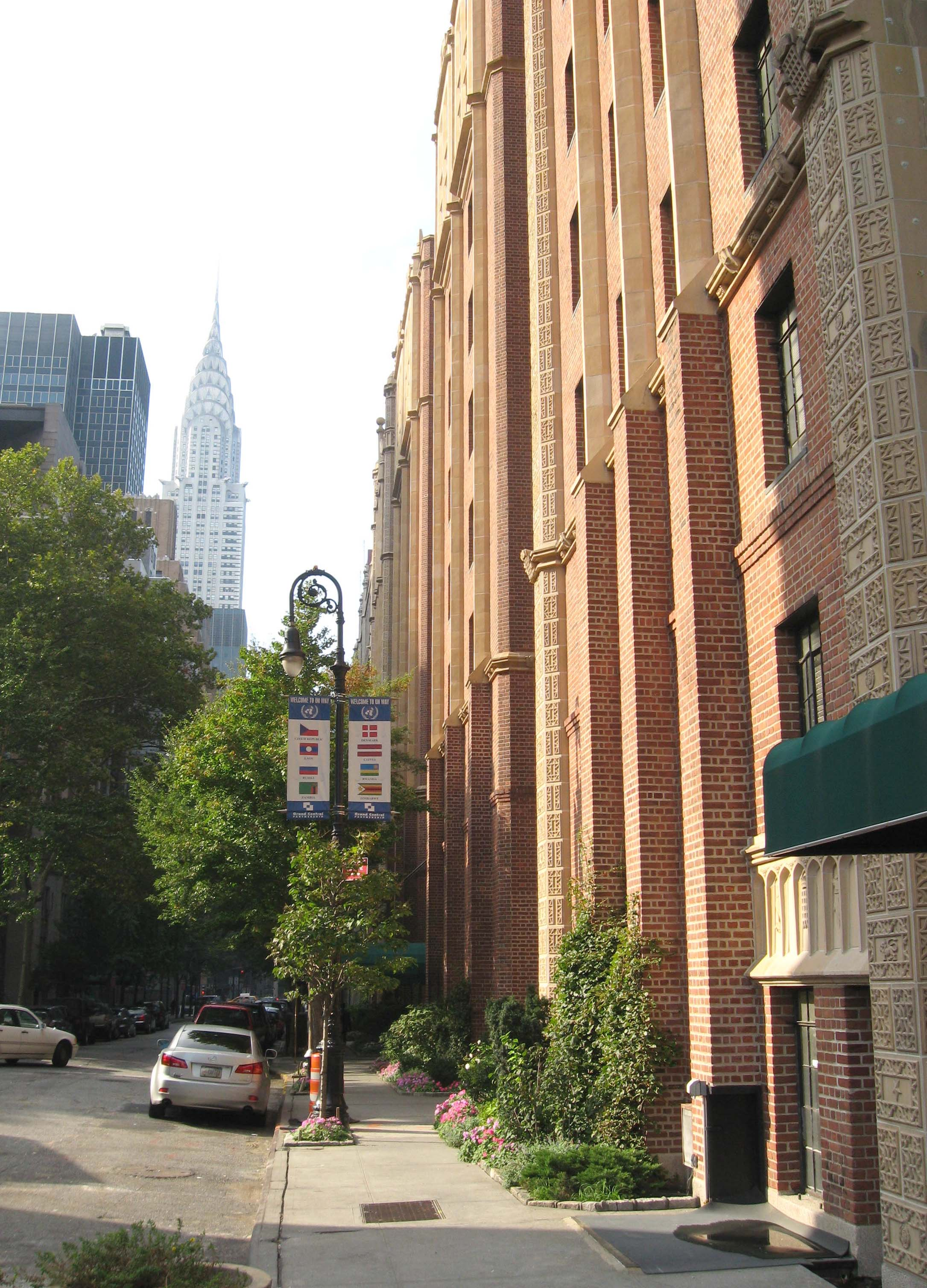
튜더 시티

튜더 시티(Tudor City)는 미국 뉴욕 맨해튼 동부에 있는 지역의 이름으로, 세계 최초의 고층 집합 주택 지역이다. 튜더 시티의 이름은 잉글랜드 왕국 및 아일랜드 왕국의 튜더 왕가에서 유래하고 있다.